# CNN Chile
CNN Chile é um canal de notícias de televisão paga chilena lançado em 4 de dezembro de 2008. Foi originalmente uma joint venture entre a VTR Chile e a Warner Bros. Discovery. O canal é baseado em Santiago, Chile.
É a versão local do popular canal de notícias de televisão CNN, que já havia demonstrado interesse no mercado chileno quando cobriu as eleições presidenciais de 2005 através da CNN en Español.

## História
O canal de notícias é parceiro da rede de televisão aberta Chilevisión desde 2010, quando a Turner Broadcasting System o comprou por US$145 milhões da família de Sebastian Piñera.
Desde 2016, é totalmente de propriedade da Turner Broadcasting System Latin America, após a venda da parte da VTR.

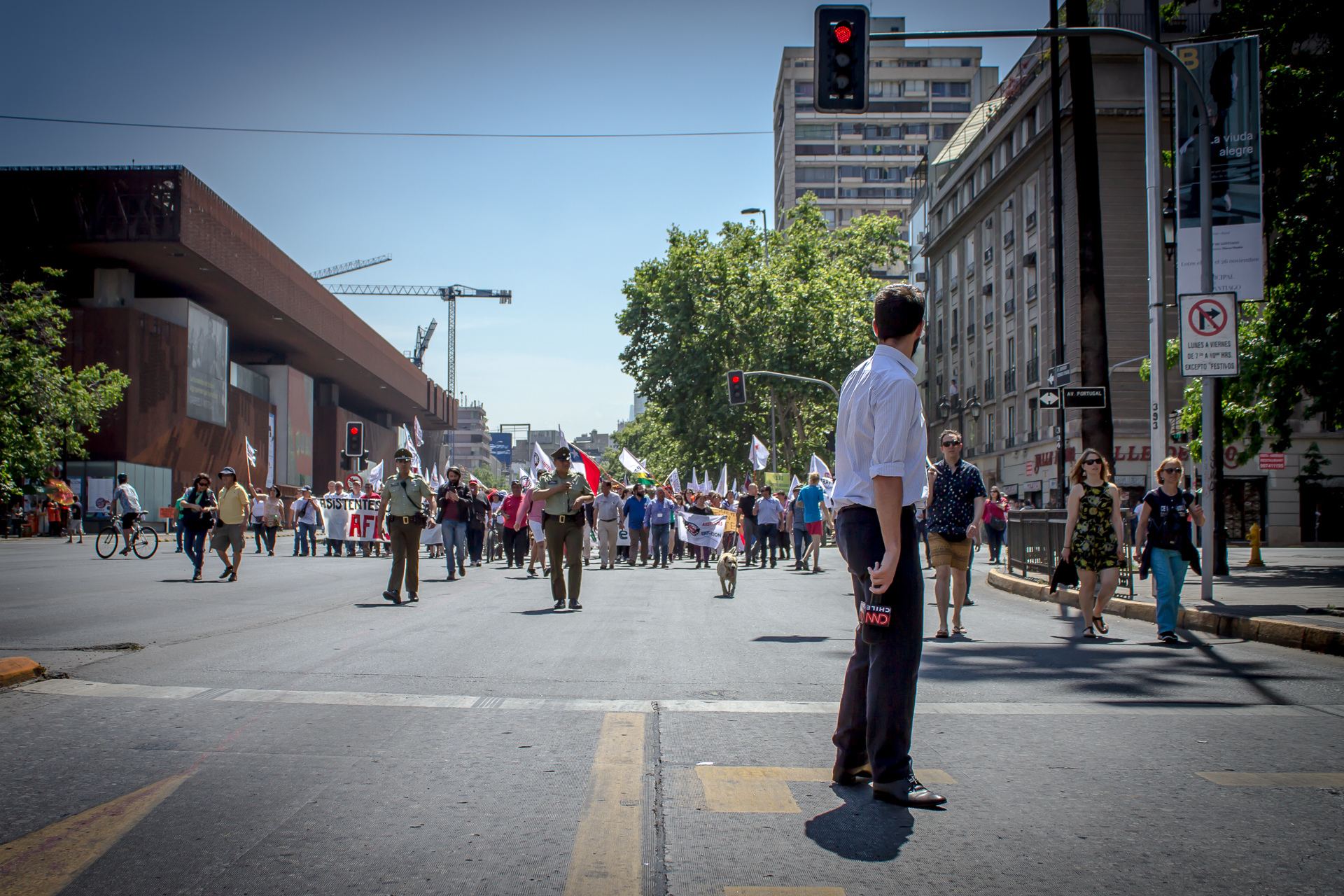
CNN Chile cobrindo uma greve em Santiago novembro 2016.

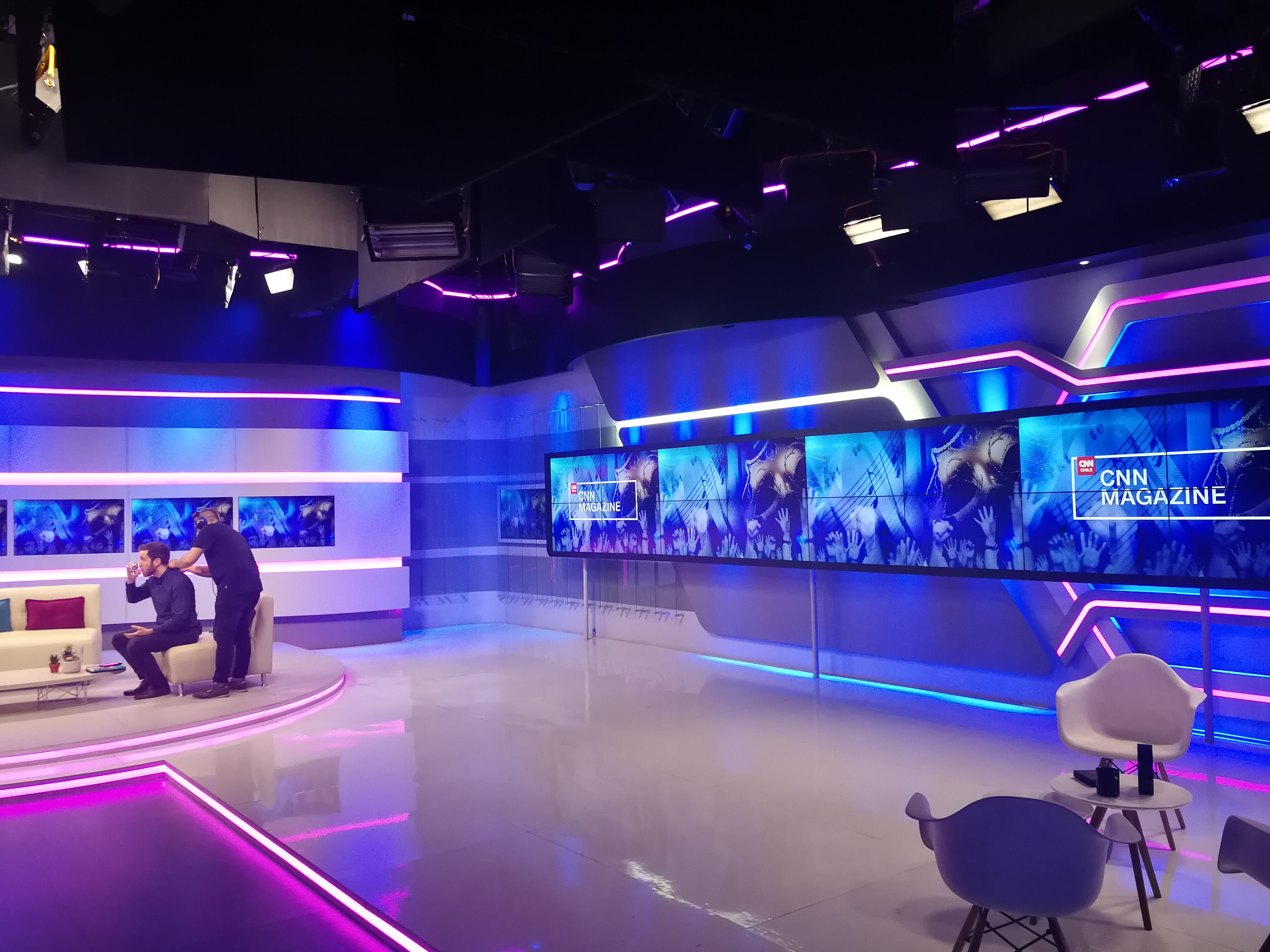
Estúdio da CNN Chile.

## Controvérsias

### Cancelamento de patrocínio
Durante 2019, o empresário Juan Sutil e a empresa de alimentos Agrosuper decidiram retirar seus anúncios, incluindo alguns da marca Agrosuper Super Pollo, da CNN Chile e da Chilevision, supostamente por causa de um programa da CNN Chile chamado "Agenda Agrícola", que exibiu vídeos de protestos anti-governo.